# Gears (ソフトウェア)
Gears はGoogleの提供していたソフトウェアであり「Webブラウザに新機能を追加することで、より強力なWebアプリケーションを可能にする」ものである。以前は Google Gears という名称だった。BSDライセンスでリリースされていたFOSSである。最終的に、機能の多くがHTML5に取り込まれる形となり、開発を終了した。
Gearsには以下のような主要なAPIコンポーネントがあった。
- Database モジュール（SQLiteを使用）。データをローカルに格納できる[6]。
- WorkerPool モジュール。JavaScriptコードの並列実行を提供する[7]。
- LocalServer モジュール。アプリケーションのリソース（HTML、JavaScript、画像など）をキャッシュし提供する[8]。
- Desktop モジュール。Webアプリケーションがデスクトップとより自然にやり取りできるようにする[9]。
- Geolocation モジュール。Webアプリケーションがユーザーの地理的位置を検出できるようにする[10]。

## バージョン履歴
| バージョン | 日付           | 説明 |
| ---------- | -------------- | --- |
| 0.1        | 2007年5月31日  | Google Gearsとしての最初のリリース                                                                                                   |
| 0.2        | 2008年2月22日  | |
| -          | 2008年5月28日  | プロジェクト名をGearsにし、よりオープンソースで協調的なプロジェクトとした。                                                          |
| 0.3        | 2008年6月11日  | デスクトップ・アイコンを追加できるようにした。Firefox 3 をサポート。                                                                 |
| 0.4        | 2008年4月22日  | Geolocation API、アップロード/ダウンロード転送進捗のイベント処理、40の言語に対応。                                                   |
| 0.5        | 2008年11月24日 | SQLiteの更新。GeolocationモジュールでWiFiアンテナからデータを取得できるようになった。LocalServerモジュールで巨大データの扱いを改善。 |

## サポート
いくつかのWebアプリケーションがGearsを使用していた。Gearsを使ったアプリケーションは各社から出ており、Google（Gmail、YouTube、Docs、Reader、Picasa for mobile、カレンダー）、MySpace (Mail Search)、Zoho (Writer, Mail)、Remember The Milk、Buxfer などがあった。WordPress 2.6 でもGearsサポートが追加され、管理インタフェースが性能向上し、サーバ負荷が軽減された。
GearsをサポートしていないWebサイトであっても、Gears開発者の1人がGreasemonkeyを使って作成したスクリプトを使うと、Gearsの機能を利用できた。
Gearsは、Windows XPおよびVista上のGoogle ChromeとIE 6+、Windows Mobile上のIE Mobile 4.01+、Mac OS X 10.4+上の Safari 3.1.1+でサポートされていた。また、複数プラットフォーム上のFirefox 1.5+でもサポートされていた。64ビット版はサードパーティーが限定的にサポートしているだけであった。
2008年5月29日、Opera ASAは新たなOpera Mobile 9.5でGearsをサポートすることを発表した。その技術プレビューリリースは2009年2月20日に行われたが、Windows Mobile 5/6を搭載したタッチスクリーン機器だけで利用可能であった。Gearsそのものはブラウザには組み込まれていないので、別途ダウンロードする必要があった。
Ruby on RailsフレームワークにはGearsとのインタフェースがサポートされており、Gears APIを理解していなくても利用できた。
バージョン0.5.16時点でのGearsはInternet Explorer 8に対応していたが、いくつかのIEの機能（アクセラレータプレビュー、Webスライスプレビュー、サイト候補）が正しく動作しなかった。

## 終焉
GoogleはHTML5でGearsの技術を取り込む活動をしてきた。同社は後にこの技術がHTML5で完全に実現されつつあると判断したため、Chrome 11を最後に開発は終了することとなった。Chrome 12を持ってこの機能は削除された。

## 採用していたプロジェクト
- Remember The Milk
- Somethings (thn.gs)
- Buxfer
- Zoho Writer
- WordPress
- Passpack
- MindMeister
- MySpace.com